# Estación Iyokaminada

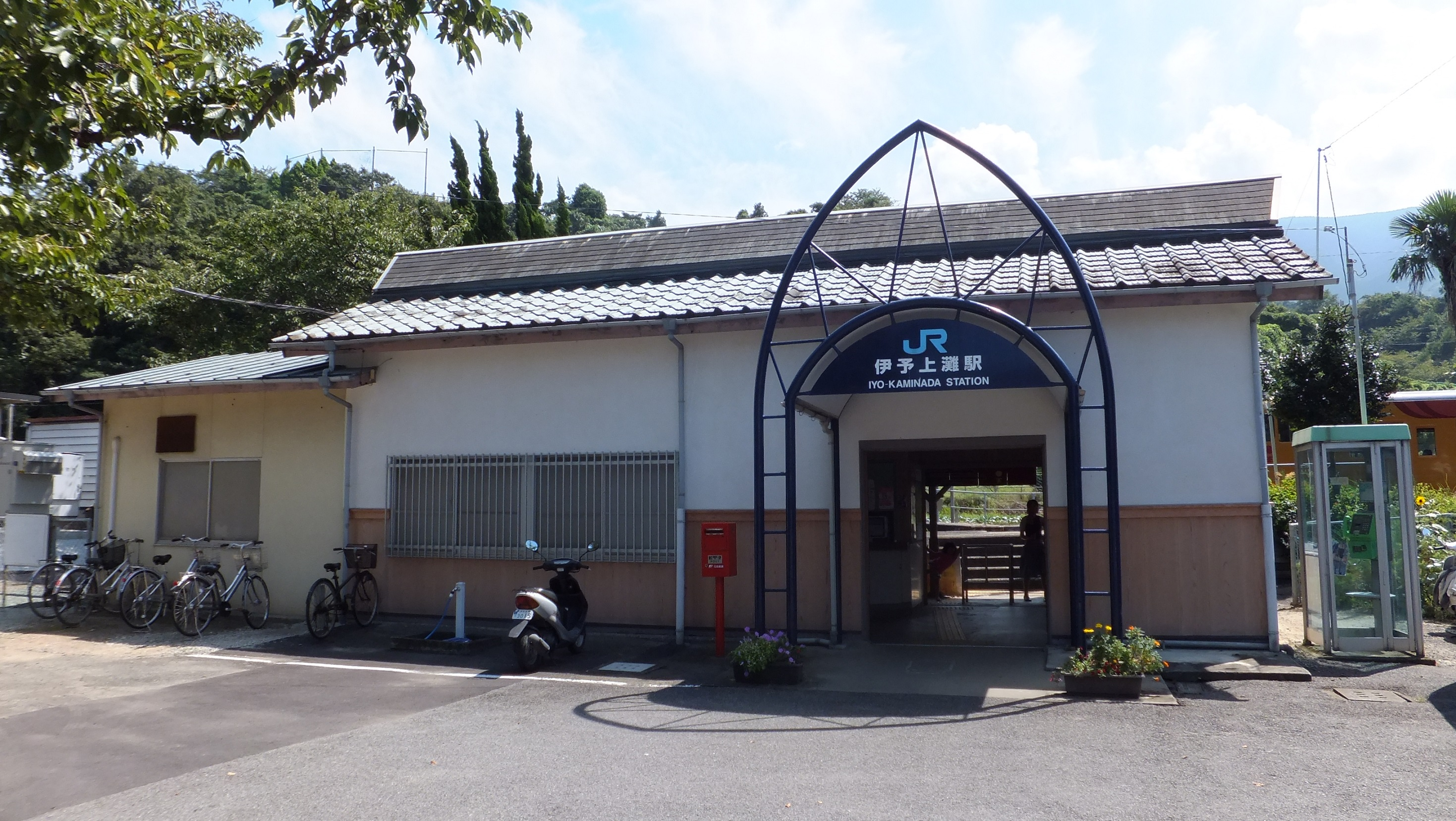

La estación Iyokaminada (伊予上灘駅 Iyokaminada-eki?) es una estación de la línea Yosan de la Japan Railways que se encuentra en la ciudad de Iyo de la prefectura de Ehime. El código de estación es el "S08".

## Características
Fue la principal estación del pueblo de Futami que en la actualidad es parte de la ciudad de Iyo. 
En su momento algunos servicios rápidos se detenían en esta estación.

## Estación de pasajeros
Cuenta con dos plataformas, entre las cuales se encuentran las vías. Cada plataforma cuenta con un andén (andenes 1 y 2). 
No cuenta con personal ni con expendedora automática de boletos.

### Andenes
No cuenta con un puente peatonal, por lo que se deben atravesar las vías para acceder al andén 2.
| 1 | ● Línea Yosan | Hacia Nagahama, Yawatahama y Uwajima (sólo servicios comunes)                 |
| 2 | ● Línea Yosan | Hacia Iyo, Matsuyama, Hōjō, Imabari, Nyugawa y Saijō (sólo servicios comunes) |

## Alrededores de la estación
- Ruta Nacional 378
- Balneario Nadamachi (灘町海水浴場 Nadamachi-kaisuiyokujō?)
- Parque Futami Seaside (ふたみシーサイド公園 Futami Shīsaido kōen?)
- Museo del Atardecer (夕日のミュージアム Yūhi-no-myūji'amu?)

## Historia
- 1932: el 1° de diciembre se inaugura la estación Iyokaminada.
- 1987: el 1° de abril pasa a ser una estación de la división Ferrocarriles de Pasajeros de Shikoku de la Japan Railways.

## Estación anterior y posterior
- Línea Yosan 
  - Estación Konokawa (S07)  <<  Estación Iyokaminada (S08)  >>  Estación Shimonada (S09)